# 사무관
사무관(事務官)은 대한민국의 공무원의 직급 중의 하나로서 주무관(6급)의 위이며 서기관(4급) 아래이다.
일반적으로 행정고등고시를 합격하면 5급사무관이 되며, 대한민국에서 고위관료와 권력층으로 가는 통로이다. 직위분류법에 따르면 부·처·청의 과장의 일반적인 감독하에 바로 하위에서 관리적·감독적 책임을 지며, 과장을 보좌하는 역할을 수행하게 된다. 
또한 지방행정기관인 시청과 군청, 구청에서는 기관장 또는 부서장(총무과장, 재무과장 등), 읍•면•동장 역할을 수행하게 된다.
기술·연구 또는 행정일반에 대한 업무를 담당하며 직군·직렬별로 분류되는 공무원을 일반직공무원이라고 한다. 5급 직급을 행정직군에서는 행정사무관·교육행정사무관·사회복지사무관·노동사무관·문화사무관·공보사무관·통계사무관·사서사무관·부감사관ㆍ방호사무관 등으로, 광공업직군에서는 기계사무관·전기사무관·전자사무관·화공사무관 등으로 불린다. 사무관의 임용은 공개경쟁시험과 공개경쟁승진시험에 의한다.
지방행정기관에서는 보통 과장급에 해당된다. 1995년 지방 자치 제도 실시 이전까지는 부군수나 일부 부시장 중에는 사무관 선임자가 배정되다가 지방 자치 제도 이후 서기관급으로 격상되었다.
이밖에 국회 내에서 국회의원의 활동을 돕는 5급 별정직 공무원의 호칭은 비서관이다.